# Victrix microglossa
Victrix microglossa är en fjärilsart som beskrevs av Jules Pièrre Rambur 1858. Victrix microglossa ingår i släktet Victrix och familjen nattflyn. Inga underarter finns listade i Catalogue of Life.